# Неостання жертва
«Неостання жертва» — кінофільм 2004 року.

## Зміст
Обставини складаються так, що Крісті йде на поводу у своєї темної сторони особистості. Головна героїня робить не просто дрібне правопорушення, вона зважується на вбивство людини. Та чим більше вона примножує зло, тим сильніше воно опановує її, штовхаючи на чергові злочини.

## Ролі
| Актор         | Роль |
| ------------- | ---- |
| Кейт Вернон   | -    |
| Стів Перріш   | -    |
| Пітер Вернер  | -    |
| Тім Де Зарн   | -    |
| Джеррі Сіделл | -    |
| Кіт Віскман   | -    |
| Роберт Ферт   | -    |

## Знімальна група
- Сценарист — Аймі Стівенсон
- Продюсер — Тім Джексон, Гай Дж. Лоуте